# NGC 3967
NGC 3967 é uma galáxia elíptica (E-S0) localizada na direcção da constelação de Crater. Possui uma declinação de -07° 50' 35" e uma ascensão recta de 11 horas, 55 minutos e 10,3 segundos.
A galáxia foi descoberta em 19 de Maio de 1881 por Ernst Wilhelm Leberecht Tempel.